# Lesueur-Bürstenkänguru
Das Lesueur-Bürstenkänguru (Bettongia lesueur) ist ein Beutelsäuger aus der Familie der Rattenkängurus (Potoroidae), das einst in Zentral-, Süd- und Südwestaustralien weit verbreitet war. Heute kommt es nur noch auf wenigen Inseln vor der Küste Westaustraliens und in einigen umzäunten Schutzgebieten vor.

## Aussehen
Das Lesueur-Bürstenkänguru erreicht eine Kopfrumpflänge von 28 bis 36 cm, hat einen 21 bis 25,5 cm langen Schwanz und wiegt 0,68 bis 1 kg. Männchen sind im Allgemeinen größer als die Weibchen und die Tiere der Barrow-Insel sind deutlich kleiner als die von Bernier Island und von Dorre Island. Das Lesueur-Bürstenkänguru ist stämmig, mit einer kurzen Schnauze und gelblichbraun gefärbt. Der Rücken ist dunkler, die Bauchseite ist heller. Kopf und Schwanz sind oft eher bräunlich. Der relativ kurze, dicke Schwanz ist auf seiner Oberseite dunkel, die Schwanzspitze ist bei einigen Exemplaren weiß. Die unmittelbar rund um die Augen gelegene Haut ist haarlos und rosig. Die kurzen Ohren sind innen rosig, außen behaart und an den abgerundeten Spitzen dunkler als an ihrer Basis.

## Verbreitung

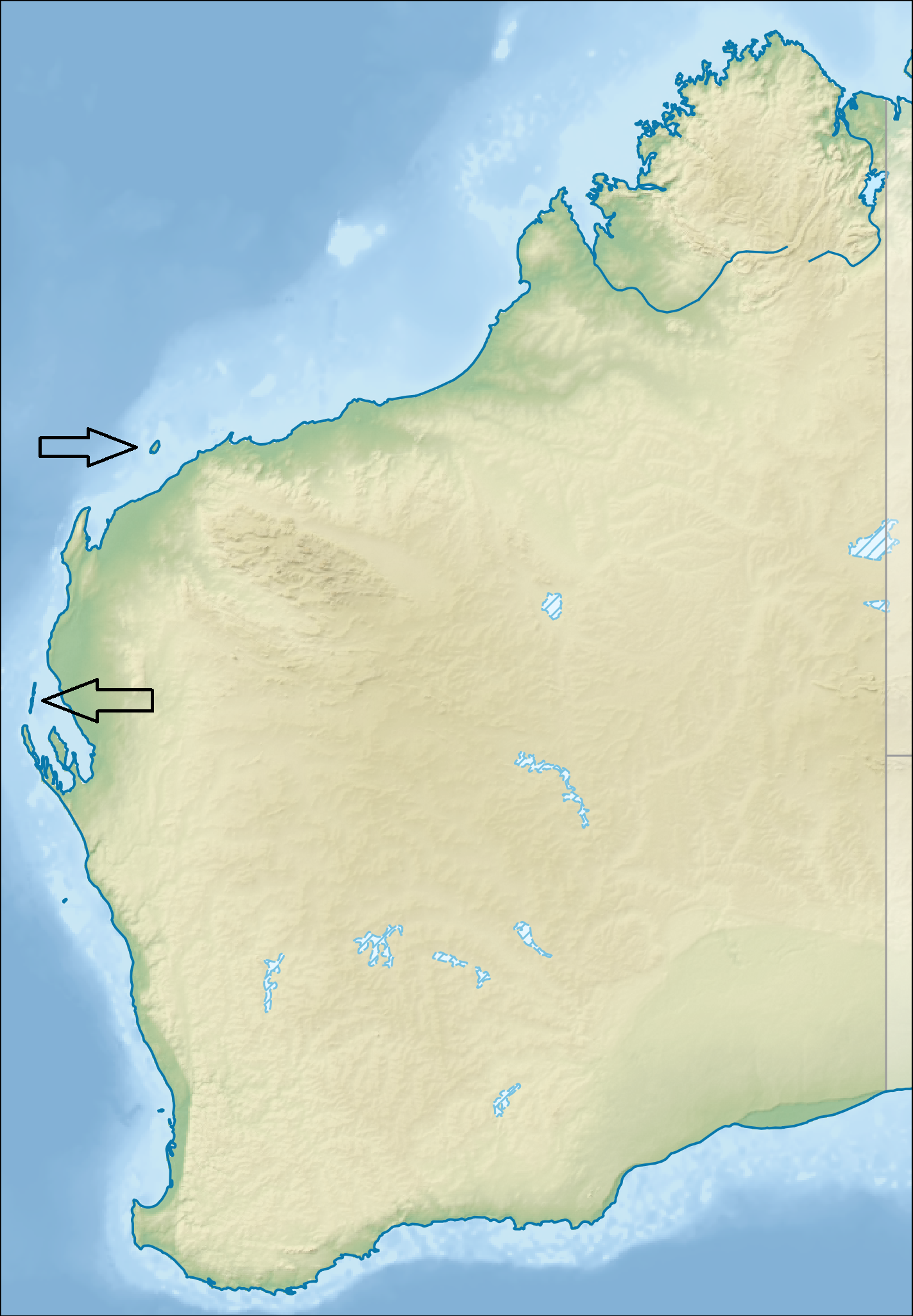
Die Inseln Barrow, Bernier und Dorre vor der Küste Westaustraliens

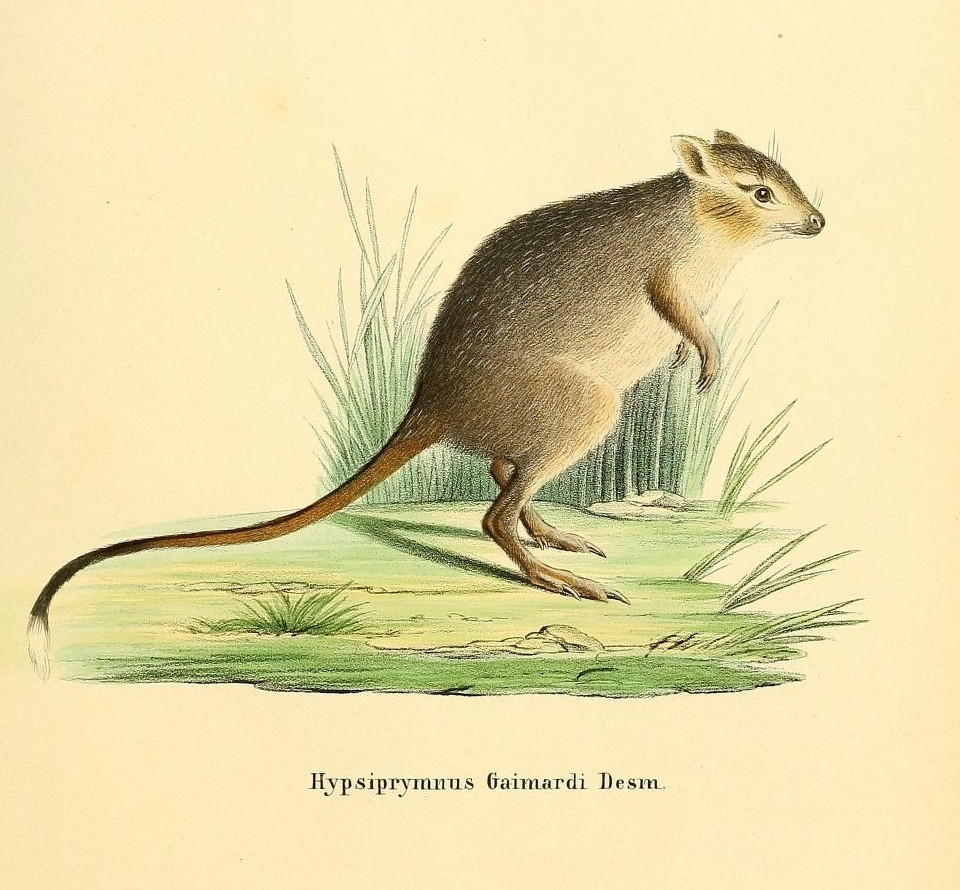
Alte Darstellung des Lesueur-Bürstenkängurus aus „Die Säugetiere in Abbildungen nach der Natur mit Beschreibungen“ von August Goldfuß und Johann Christian von Schreber.

Das Lesueur-Bürstenkänguru war einst in Zentral-, Süd- und Südwestaustralien weit verbreitet. Inzwischen kommen Restbestände nur noch auf den Inseln Barrow, Bernier und Dorre vor der Küste Westaustraliens vor. Außerdem gibt es einige Populationen auf Inseln und in umzäunten Schutzgebieten, in denen die Tiere vom Menschen ausgesetzt wurden. Dies sind die Inseln Faure und Heirisson Island in der Shark Bay, Boodie-Island südlich der Barrow-Insel und die Schutzgebiete Scotia Wildlife Sanctuary in New South Wales, das Arid Recovery Reserve in der Nähe von Roxby Downs in Südaustralien.

## Lebensraum und Lebensweise
Das Lesueur-Bürstenkänguru lebt in Wüsten, Halbwüsten, Buschland und offenen Wäldern bis in Höhen von 300 Metern. Die Ernährung wechselt je nach Jahreszeit. Die Tiere sind nicht auf offene Gewässer angewiesen um ihren Feuchtigkeitsbedarf zu decken. Das Lesueur-Bürstenkänguru ist nachtaktiver und geselliger als andere Rattenkängurus und verbringt den Tag in selbst gegrabenen unterirdischen Bauen. Diese können einfach bis sehr komplex und ausgedehnt sein. Dies hängt von der Topografie und der Struktur des Bodens ab. Die Baue haben mindestens zwei Eingänge, können aber auch sehr viele haben. Innerhalb der Baue werden einfache Nester angelegt. Die Tiere ernähren sich vor allem von selbst ausgegrabenen Wurzeln, Knollen verschiedener Pflanzen, aber auch von Pilzen, Samen, Blättern, Stängeln, Wirbellosen und Aas.
Weibchen bekommen pro Geburt ein einzelnes Jungtier und gebären bis zu zwei Mal im Jahr. Die Trächtigkeitsdauer beträgt 21 Tage. Nach der Geburt bleibt das Jungtier für etwa 4 Monate im Beutel und wird mit einem Alter von 5,5 bis 6 Monaten entwöhnt. Weibchen werden mit einem Alter von 7 Monaten geschlechtsreif, Männchen sind dann 14 Monate alt.

## Gefährdung und Schutzmaßnahmen
Einst in Zentral-, Süd- und Südwestaustralien weit verbreitet ist das Lesueur-Bürstenkänguru heute auf dem australischen Festland und auf Dirk Hartog Island ausgestorben. Der Niedergang der Art begann schon Mitte des 19. Jahrhunderts im Südosten des Verbreitungsgebietes und setzte sich danach immer weiter nach Westen fort. Die letzten Exemplare wurden im Südwesten Australiens in den 1940er Jahren gesichtet und in Zentralaustralien in den 1960er Jahren. Grund für das Aussterben ist vor allem die Nachstellung durch Rotfüchse und Hauskatzen, die Umwandlung ihres Lebensraumes in Viehweiden und Ackerland und die Nahrungskonkurrenz durch Kaninchen. Die Population der auf den raubtierfreien Inseln und in den umzäunten Schutzgebieten lebenden Tiere liegt zwischen 300 und 3400 Tieren (etwa 3400 auf Barrow, 650 auf Bernier, 1000 auf Dorre, 500 im Schutzgebiet Arid Recovery und 300 im Scotia Wildlife Sanctuary). Der Bestand ist relativ stabil.

## Etymologie
Der Name des Lesueur-Bürstenkängurus, das von Jean René Constant Quoy und Joseph Paul Gaimard ursprünglich unter dem Namen Hypsiprymnus lesueur beschrieben wurde, ist dem französischen Naturforscher, Entdecker und Maler Charles-Alexandre Lesueur gewidmet.

## Belege
1. 1 2 3 4 5 6  Mark Eldridge & Greta Frankham: Family Potoroidae (Bettongs and Potoroos). Seite 625–626 in Don E. Wilson, Russell A. Mittermeier: Handbook of the Mammals of the World – Volume 5. Monotremes and Marsupials. Lynx Editions, 2015, ISBN 978-84-96553-99-6
2. ↑  Bettongia lesueur in der Roten Liste gefährdeter Arten der IUCN 2016.3. Eingestellt von: Richards, J., Morris, K. & Burbidge, A., 2008. Abgerufen am 19. Januar  2017.
3. ↑  Jean René Constant Quoy, Joseph Paul Gaimard: Voyage autour du monde, entrepris par ordre du roi, sur le Ministère et Conforménent aux instruction de S. Exc. M. Le Vicomte de Bouchage Secrétaire au Département de la Marine. Exécuté sur les corvettes de S. M. l'Uranie et la Physicienne, pendant les années 1817, 1818, 1819 et 1820. Zoologie. Pillet Ainé, Paris 1824 (biodiversitylibrary.org).